# Trichorhina australiensis
Trichorhina australiensis là một loài chân đều trong họ Platyarthridae. Loài này được Wahrberg miêu tả khoa học năm 1922.